# Peckov
Peckov (dříve též Horní a Dolní Pecky) je místní část Vacova v okrese Prachatice. Vesnice se nachází v katastrálním území Vlkonic v nadmořské výšce 700–740 m n. m.
Vesnicí prochází silnice do Rohanova, Benešovy Hora a na Javorník, na silnici leží nácestná zastávka Vacov, Peckov.

## Fotogalerie

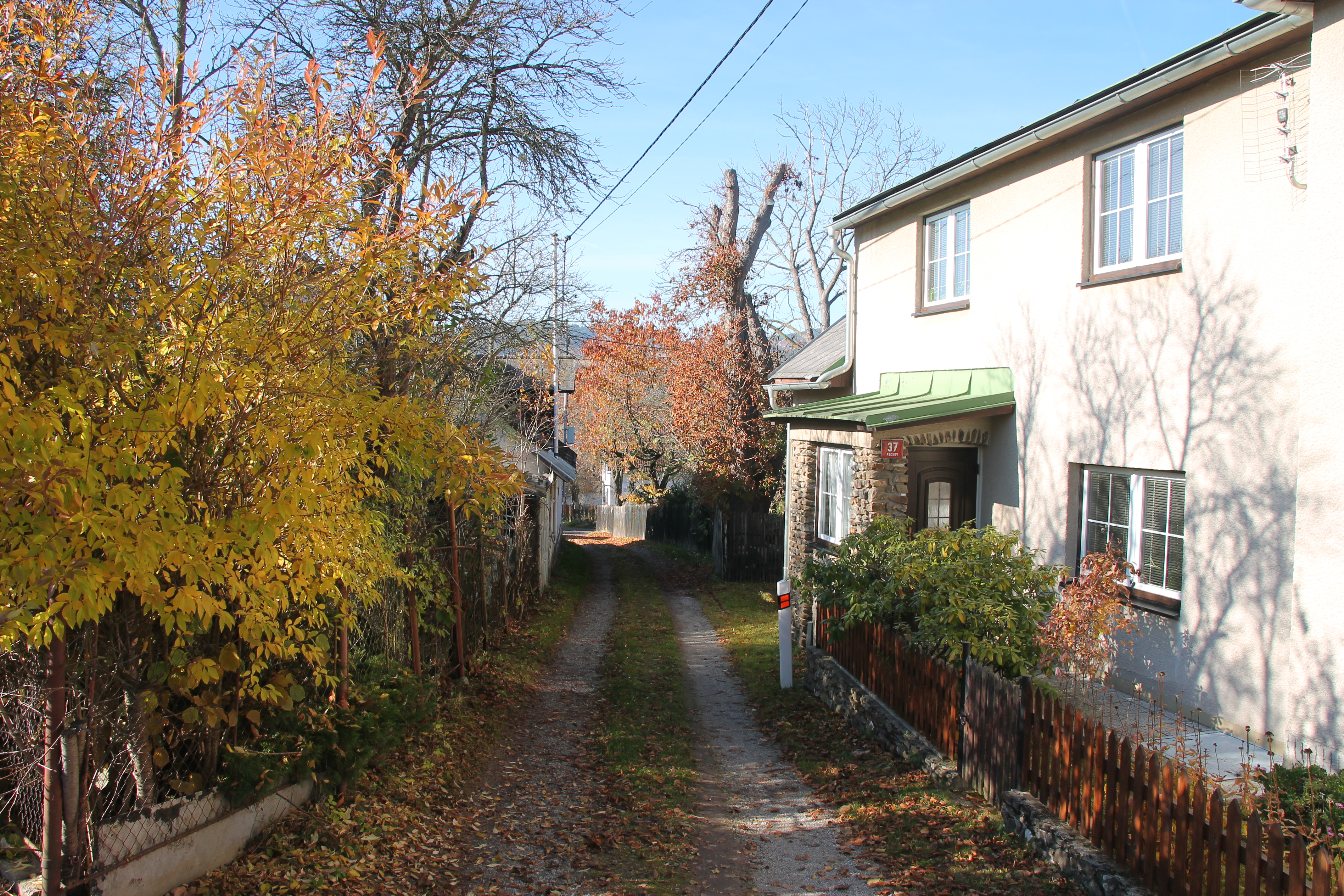
Chalupy ve vesnici
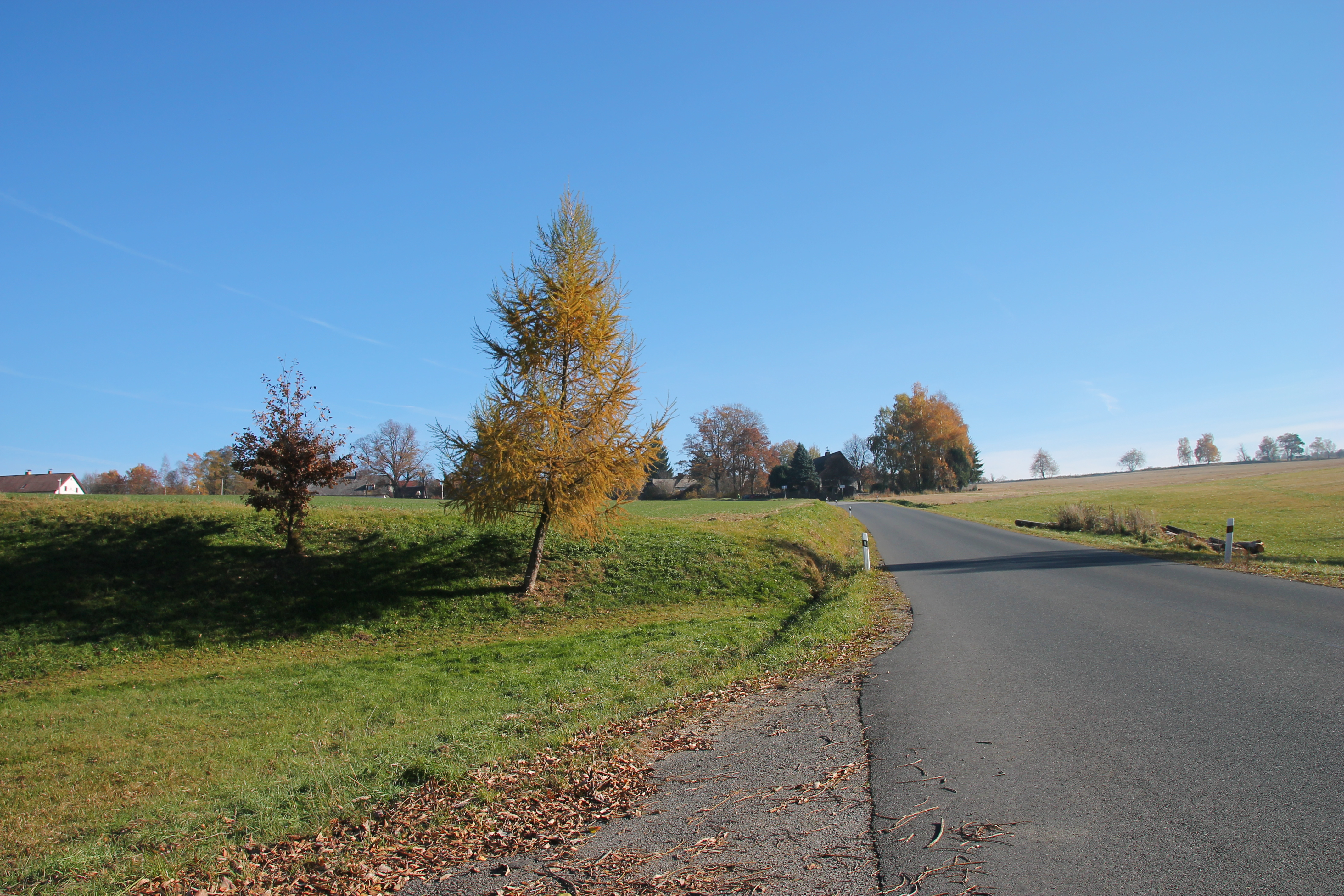
Pohled z údolí Mladíkovského potoka (od Rohanova a Benešovy Hory)
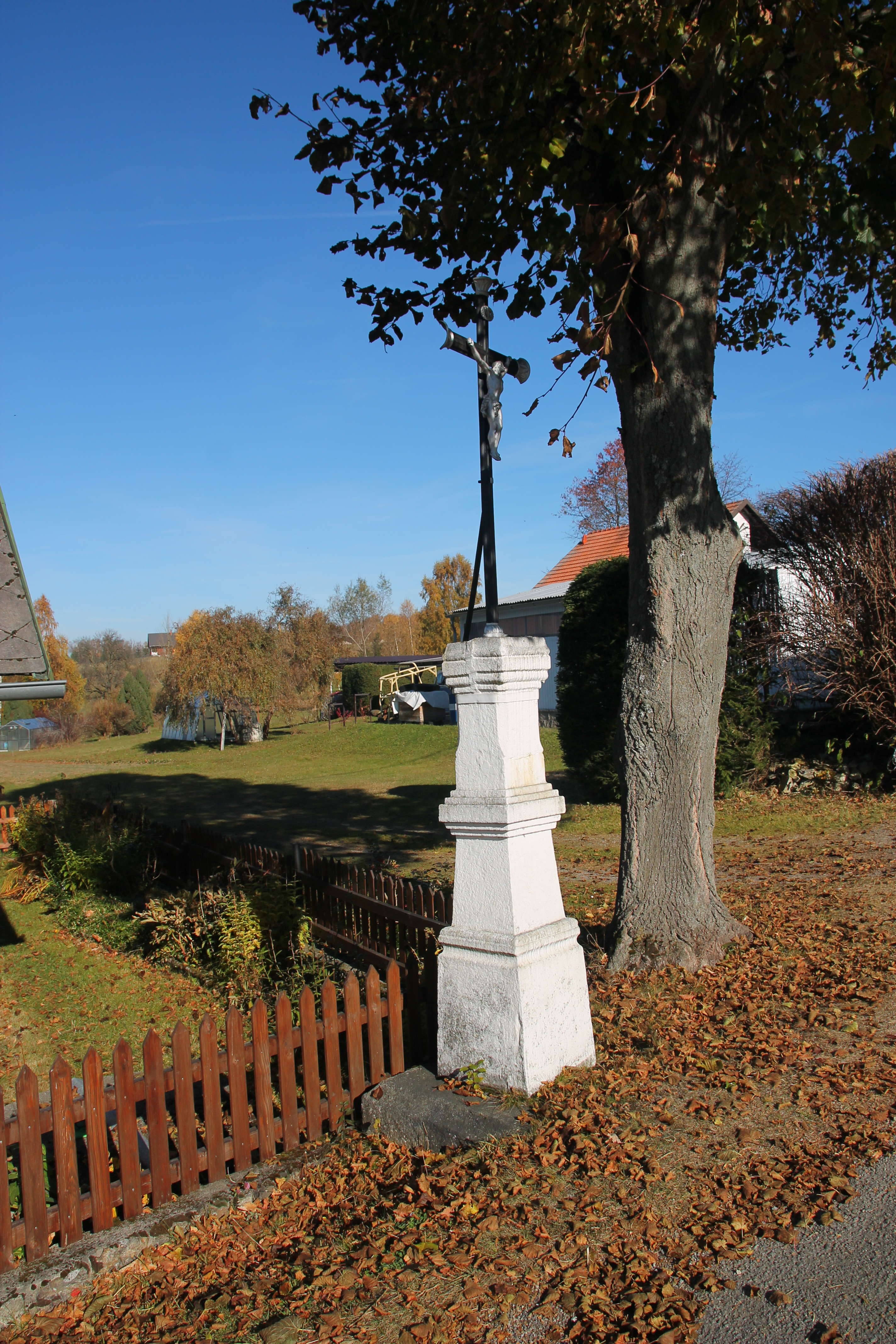
Křížek ve vesnici
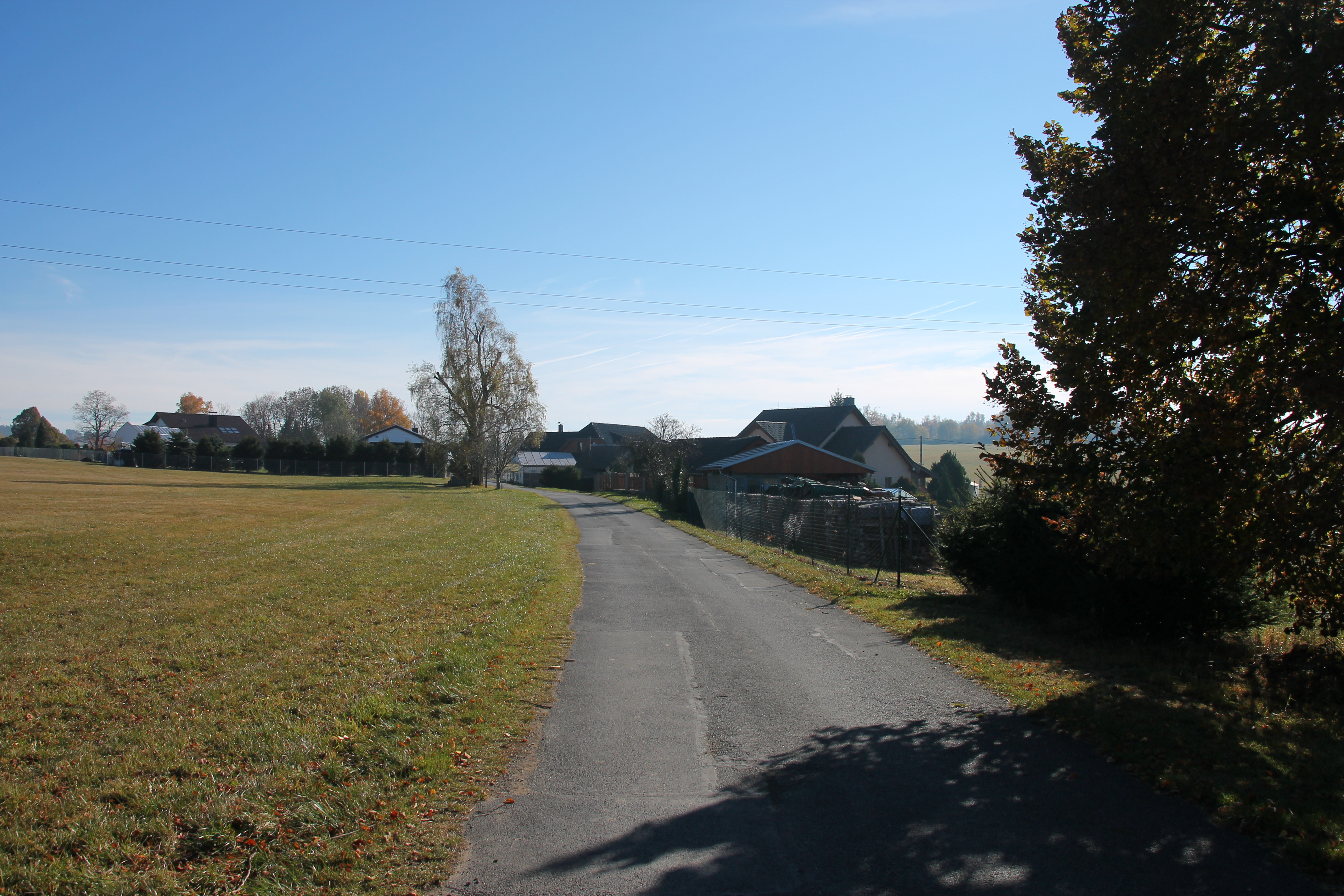
Příjezd od Vrbice
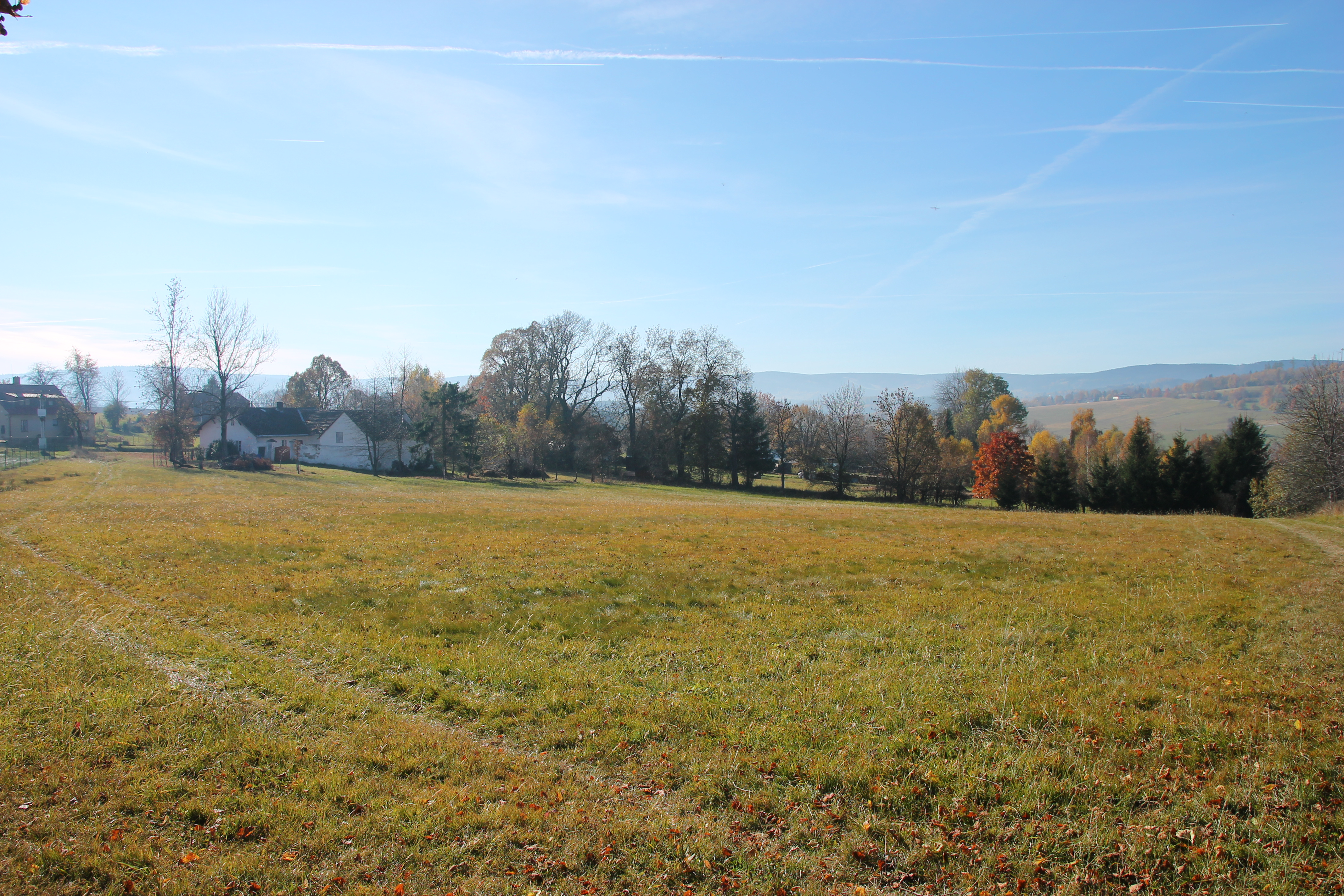
Pohled na vesnici od severu
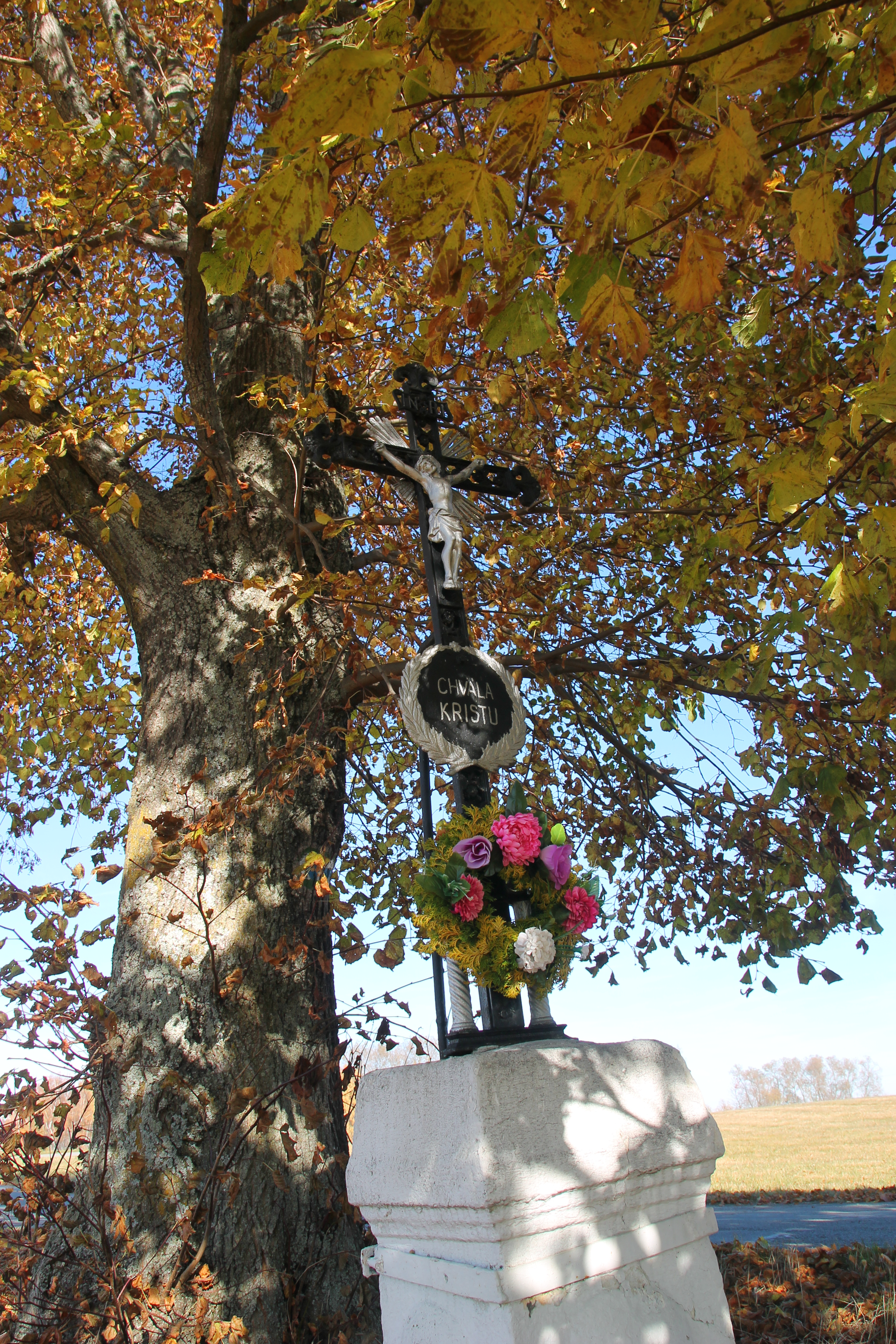
Křížek severně od jádra vesnice
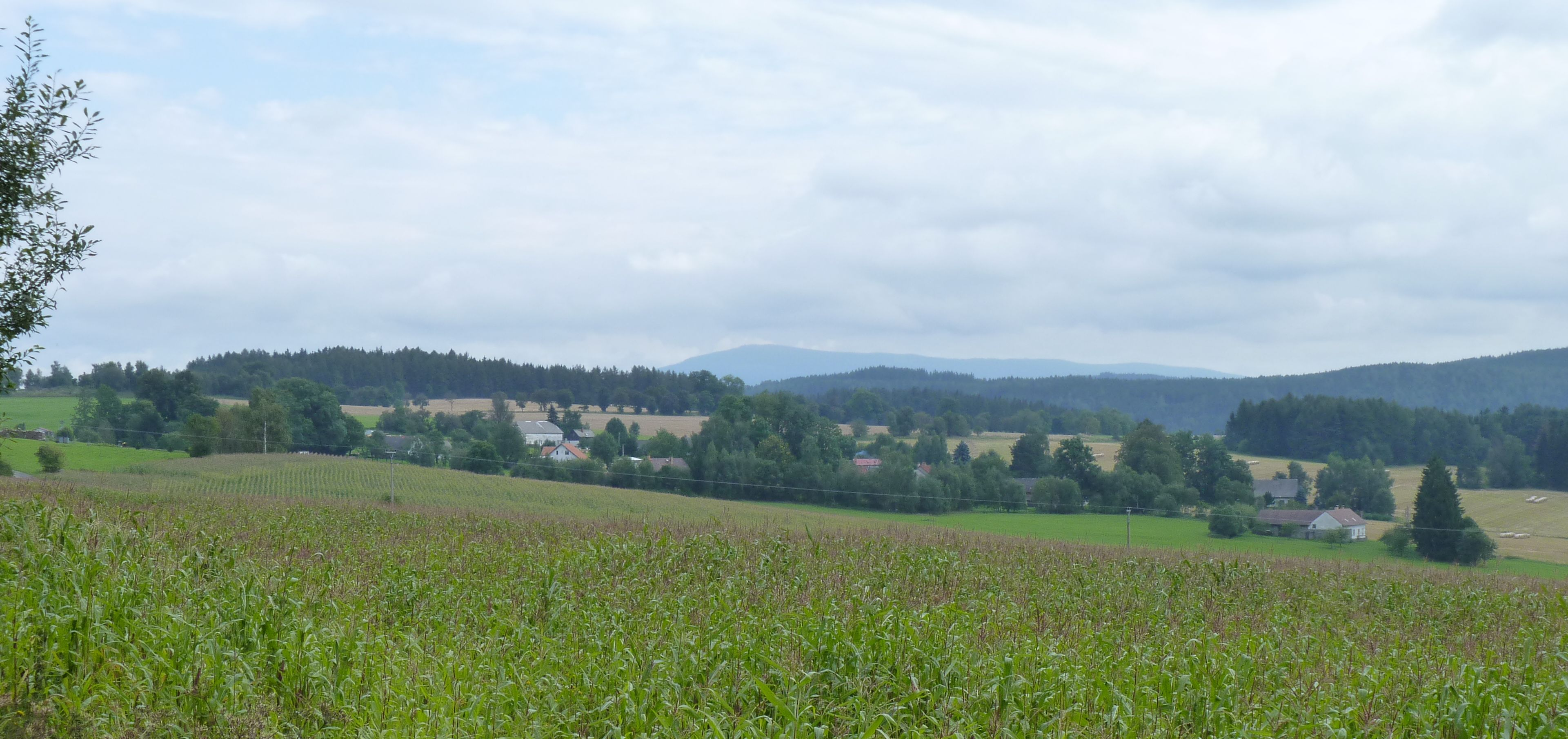
Pohled na Peckov od Vrbice